# Mark Heiden
Mark Heiden (14 de agosto de 2002) es un deportista de los Países Bajos que compite en atletismo. Ganó una medalla de plata en el Campeonato Europeo de Atletismo Sub-20 de 2019, en la prueba de 110 m vallas.